# Dalaman (fleuve)
Pour les articles homonymes, voir Dalaman.
Le Dalaman (en turc Dalaman çayı), est un fleuve de la région méditerranéenne de la Turquie, qui se jette dans la mer Méditerranée sur la côte sud-ouest de la Turquie, dans la province de Muğla. Il forme une grande partie de la frontière occidentale du district de Dalaman, voisin des districts de Köyceğiz et d'Ortaca.

## Description
Long de 229 km, il se jette dans la Méditerranée à l'ouest de l'actuelle Dalaman. En amont, il est endigué à quatre endroits, prenant sa source près de Sarikavak, dans la province de Denizli.

## Histoire
Il était connu sous le nom de fleuve Indus (Ινδός) dans l'Antiquité classique, à ne pas confondre avec l'Indus sud-asiatique , qui était également connu dans l'Antiquité.